# Olpium philippinum
Espèce
Olpium philippinum est une espèce de pseudoscorpions de la famille des Olpiidae.

## Distribution
Cette espèce est endémique de Palawan aux Philippines. Elle se rencontre vers Uring Uring.

## Étymologie
Son nom d'espèce lui a été donné en référence au lieu de sa découverte, les Philippines.

## Publication originale
Beier,, « Die Pseudoscorpione der Noona Dan Expedition nach den Philippinen Inseln. », Entomologiske Meddelelser,, vol. 35,‎ 1967, p. 315-324